# Bonneuil-en-Valois
Pour les articles homonymes, voir Bonneuil.
Bonneuil-en-Valois est une commune française située dans le département de l'Oise, en région Hauts-de-France.

## Géographie

### Description
Bonneuil-en-Valois est un bourg picard du Valois dans l'Oise, proche de l'Aisne  situé entre Crépy en Valois, Villers-Cotterêts et Pierrefond, au nord-est de Paris.
La commune de Bonneuil-en-Valois s'étend sur environ 13 kilomètres carrés de la lisière de la forêt de Retz au nord, à la rivière Automne au sud. Entre les deux on trouve successivement :
- une vallée où coule le ru de Bonneuil qui prend sa source aux abords de la commune d'Éméville et qui rejoint l'Automne à Pondron. La partie principale du village s'étire le long de cette vallée et regroupe d'anciens lieux-dits qui dans le passé étaient séparés : Richebourg, la Rethière, la Sausserotte, la rue des Caves (maintenant la rue de Crépy) les Aboulois...
- une grande plaine qui est consacrée à la culture des céréales et de la betterave et qui domine, au sud, la vallée de l'Automne où se trouve la deuxième zone d'habitation de la commune avec principalement le hameau du Berval.

La commune est donc caractérisée par des paysages très variés : forêts et cultures, vallées et plaines, qui lui donnent un charme certain mais qui conduisent à un morcellement de l'habitat.
Deux routes départementales traversent la commune d'est en ouest, l'une la RD 32 suit la vallée de l'Automne de Pondron (commune de Fresnoy-la-Rivière) au Berval  en direction de Villers-Cotterêts et l'autre la RD 50 part de Pondron et remonte le ru de Bonneuil en passant par le Voisin, Bonneuil Centre, Émeville et Villers-Cotterêts.
Par ailleurs vingt kilomètres de voirie communale, routes goudronnées et chemins de terre, desservent les hameaux et les zones de culture et permettent de nombreuses promenades à pied, à cheval ou en VTT.

### Communes limitrophes
| Morienval          | Haramont Aisne     |          |
| Fresnoy-la-Rivière | Bonneuil-en-Valois | Éméville |
| Russy-Bémont       | Vez                |          |

### Hydrographie

#### Réseau hydrographique
La commune est située dans le bassin Seine-Normandie. Elle est drainée par l'Automne, le ru de Bonneuil, le canal 02 de la commune de Vez, le canal 03 de la commune de Vez, le canal du Marais du Berval, le canal du Marais du Pontdron et le cours d'eau 01 de la commune de Russy-Bemont,,.
L'Automne, d'une longueur de 34 km, prend sa source dans la commune de Villers-Cotterêts et se jette  dans l'Oise (rive gauche) à Longueil-Sainte-Marie, après avoir traversé 19 communes. Les caractéristiques hydrologiques de l'Automne sont données par la station hydrologique située sur la commune de Vauciennes. Le débit moyen mensuel est de 0,198 m3/s. Le débit moyen journalier maximum est de 2,17 m3/s, atteint lors de la crue du 7 juillet 2001. Le débit instantané maximal est quant à lui de 3 m3/s, atteint le même jour.

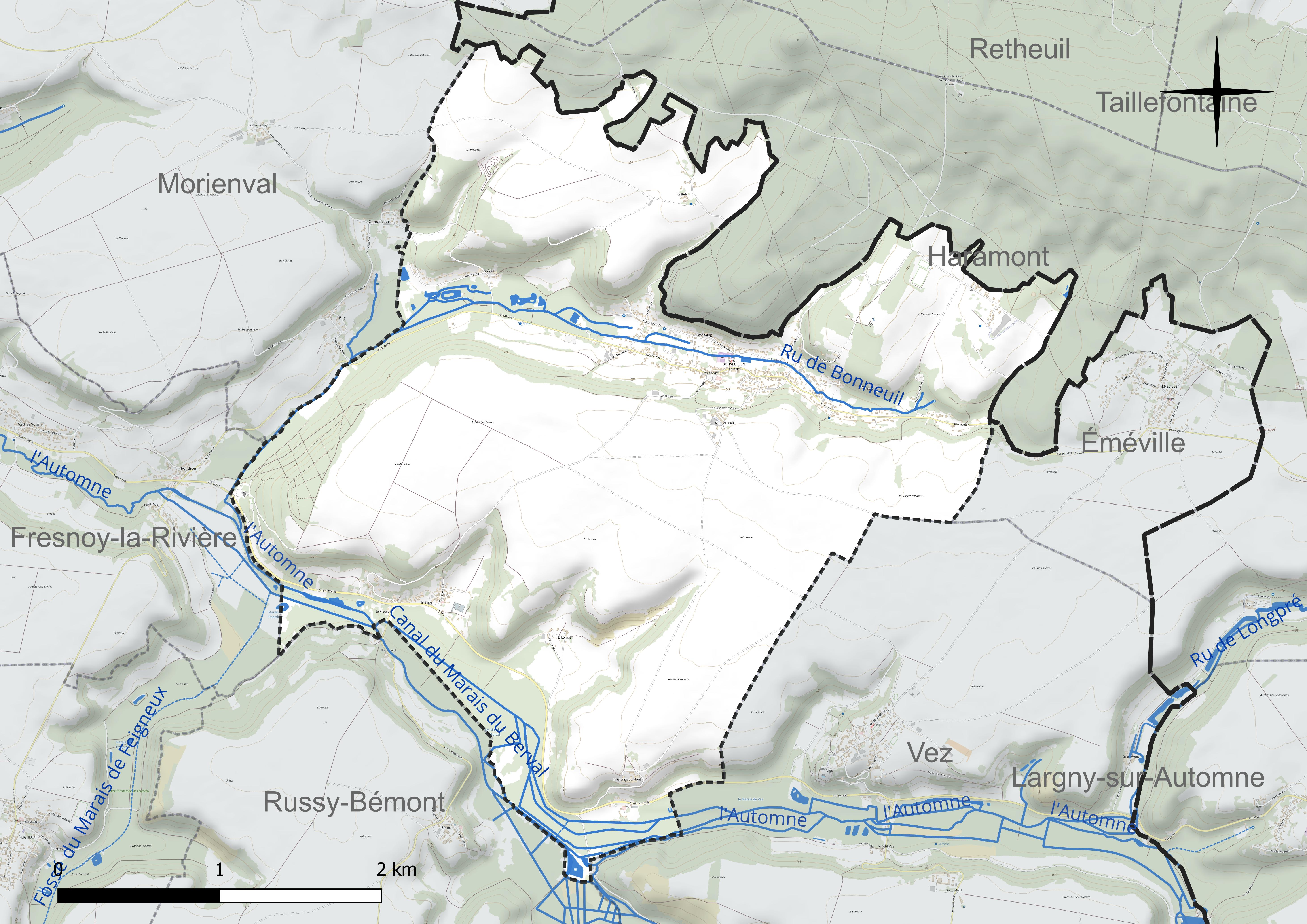
Réseau hydrographique de Bonneuil-en-Valois.

#### Gestion et qualité des eaux
Le territoire communal est couvert par le schéma d'aménagement et de gestion des eaux (SAGE) « Sensée ». Ce document de planification concerne un territoire de 287 km2 de superficie, délimité par le bassin versant de l'Automne. Le périmètre a été arrêté le 28 mai 1996 et le SAGE proprement dit a été approuvé le 16 décembre 2003 puis révisé le 10 mars 2016. La structure porteuse de l'élaboration et de la mise en œuvre est le syndicat d'aménagement et de gestion des eaux du Bassin Automne (S.A.G.E.B.A).
La qualité des cours d'eau peut être consultée sur un site dédié géré par les agences de l'eau et l'Agence française pour la biodiversité.

### Climat
Pour des articles plus généraux, voir Climat des Hauts-de-France et Climat de l'Oise.
En 2010, le climat de la commune est de type climat océanique dégradé des plaines du Centre et du Nord, selon une étude du CNRS s'appuyant sur une série de données couvrant la période 1971-2000. En 2020, Météo-France publie une typologie des climats de la France métropolitaine dans laquelle la commune est exposée à un climat océanique altéré et est dans la région climatique Nord-est du bassin Parisien, caractérisée par un ensoleillement médiocre, une pluviométrie moyenne régulièrement répartie au cours de l'année et un hiver froid (3 °C).
Pour la période 1971-2000, la température annuelle moyenne est de 10,4 °C, avec une amplitude thermique annuelle de 15 °C. Le cumul annuel moyen de précipitations est de 724 mm, avec 11,2 jours de précipitations en janvier et 8,5 jours en juillet. Pour la période 1991-2020, la température moyenne annuelle observée sur la station météorologique la plus proche, située sur la commune de Margny-lès-Compiègne à 20 km à vol d'oiseau, est de 11,2 °C et le cumul annuel moyen de précipitations est de 633,5 mm,. Pour l'avenir, les paramètres climatiques de la commune estimés pour 2050 selon différents scénarios d'émission de gaz à effet de serre sont consultables sur un site dédié publié par Météo-France en novembre 2022.

## Urbanisme

### Typologie
Au 1er janvier 2024, Bonneuil-en-Valois est catégorisée commune rurale à habitat dispersé, selon la nouvelle grille communale de densité à sept niveaux définie par l'Insee en 2022.
Elle est située hors unité urbaine. Par ailleurs la commune fait partie de l'aire d'attraction de Paris, dont elle est une commune de la couronne,.

### Occupation des sols
L'occupation des sols de la commune, telle qu'elle ressort de la base de données européenne d'occupation biophysique des sols Corine Land Cover (CLC), est marquée par l'importance des territoires agricoles (64,6 % en 2018), en augmentation par rapport à 1990 (63,1 %). La répartition détaillée en 2018 est la suivante : 
terres arables (57,6 %), forêts (29,8 %), zones agricoles hétérogènes (4,7 %), zones urbanisées (4 %), prairies (2,3 %), milieux à végétation arbustive et/ou herbacée (1,6 %). L'évolution de l'occupation des sols de la commune et de ses infrastructures peut être observée sur les différentes représentations cartographiques du territoire : la carte de Cassini (XVIIIe siècle), la carte d'état-major (1820-1866) et les cartes ou photos aériennes de l'IGN pour la période actuelle (1950 à aujourd'hui).

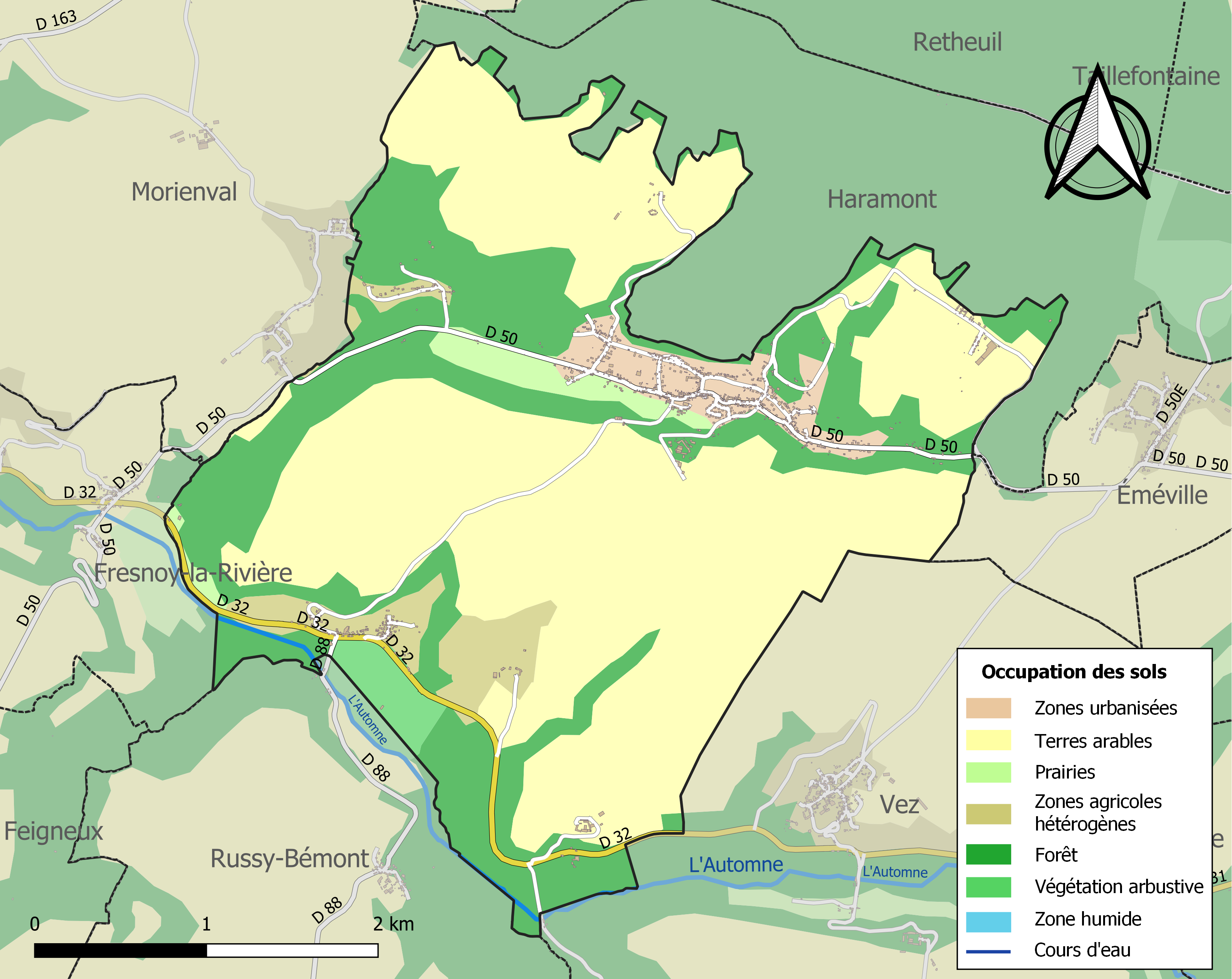
Carte des infrastructures et de l'occupation des sols de la commune en 2018 (CLC).

### Lieux-dits, hameaux et écarts
Les 950 habitants permanents et les trente résidences secondaires[Quand ?] se répartissent entre Bonneuil Centre, quatre hameaux (le Berval, le Voisin, La Croix Sainte Barbe et les Buts) et plusieurs lieux-dits (la Grange au Mont, le Lonval, le Lieu Restauré...).

Le hameau du Berval
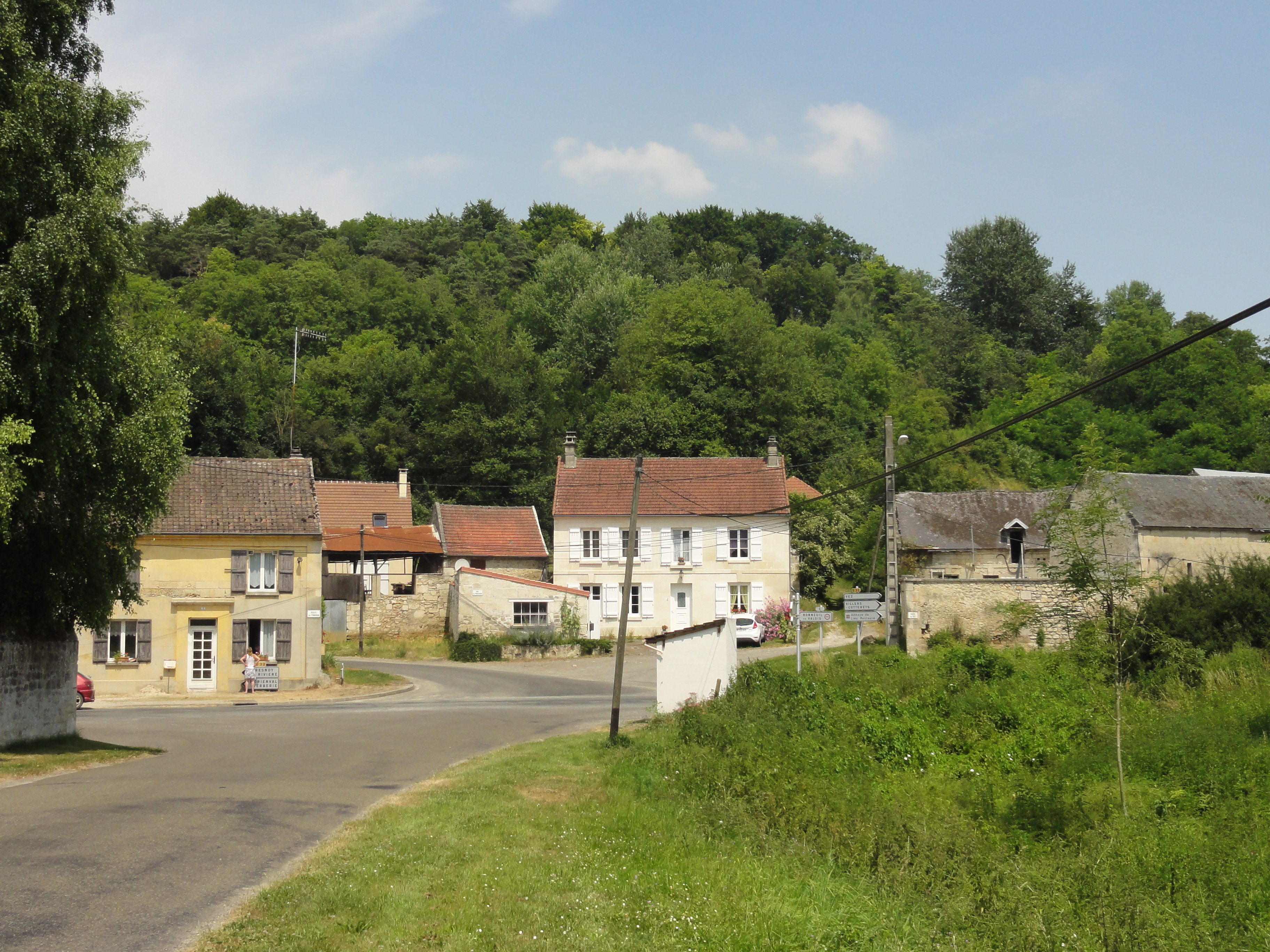
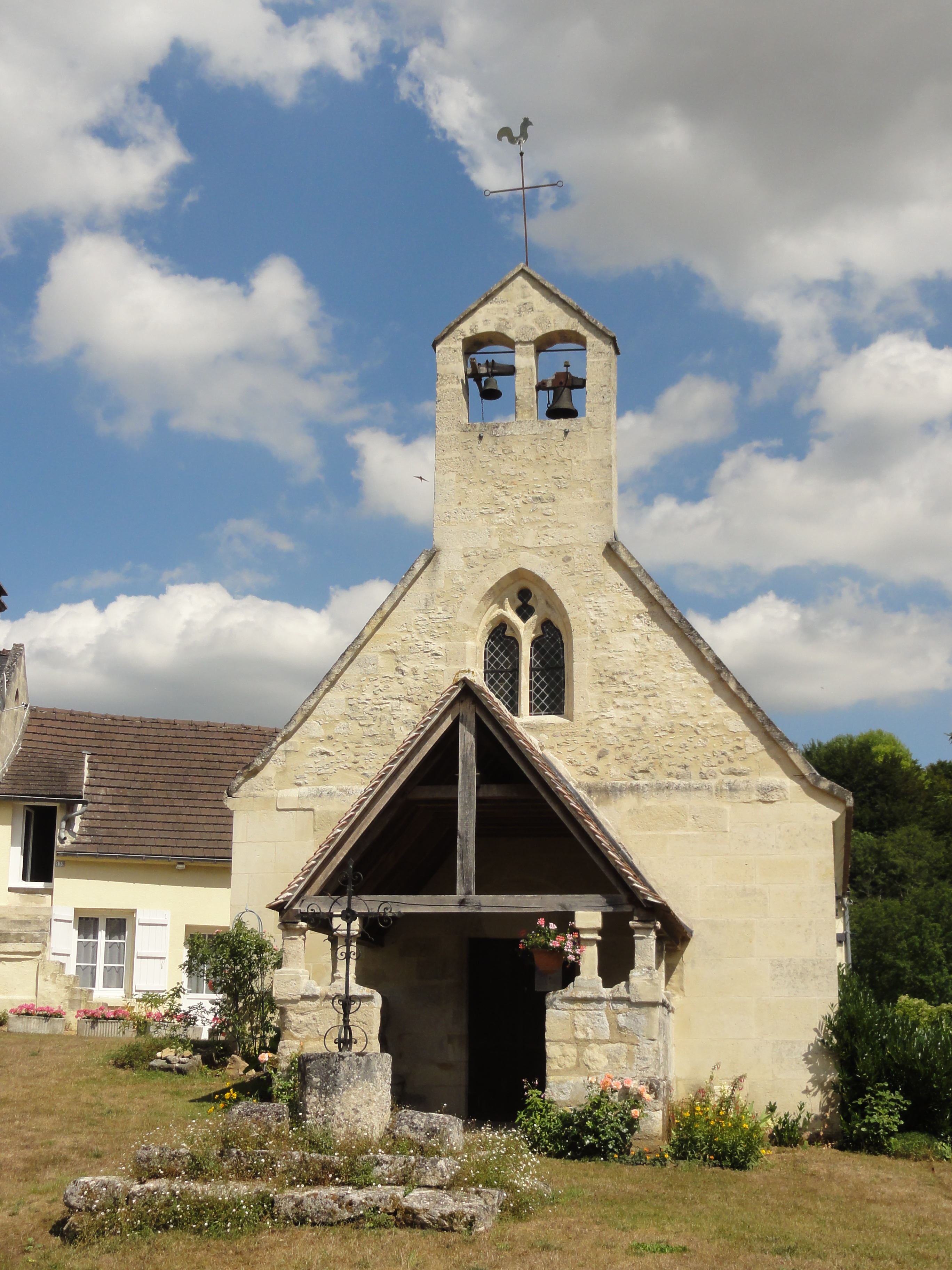
La chapelle du Belval

### Habitat et logement
En 2018, le nombre total de logements dans la commune était de 446, alors qu'il était de 437 en 2013 et de 424 en 2008.
Parmi ces logements, 88,7 % étaient des résidences principales, 3,7 % des résidences secondaires et 7,6 % des logements vacants. Ces logements étaient pour 96,6 % d'entre eux des maisons individuelles et pour 2,7 % des appartements.
Le tableau ci-dessous présente la typologie des logements à Bonneuil-en-Valois en 2018 en comparaison avec celle de l'Oise et de la France entière. Une caractéristique marquante du parc de logements est ainsi une proportion de résidences secondaires et logements occasionnels (3,7 %) supérieure à celle du département (2,5 %) et à celle de la France entière (9,7 %). Concernant le statut d'occupation de ces logements, 87,7 % des habitants de la commune sont propriétaires de leur logement (84,7 % en 2013), contre 61,4 % pour l'Oise et 57,5 pour la France entière.
| Typologie                                               | Bonneuil-en-Valois | Oise | France entière |
| ------------------------------------------------------- | ------------------ | ---- | -------------- |
| Résidences principales (en %)                           | 88,7               | 90,4 | 82,1           |
| Résidences secondaires et logements occasionnels (en %) | 3,7                | 2,5  | 9,7            |
| Logements vacants (en %)                                | 7,6                | 7,1  | 8,2            |

### Voies de communication et transports
La commune est desservie, en 2023, par les lignes 656, 657 et 6444 du réseau interurbain de l'Oise.

## Toponymie
Le nom de la localité est attesté sous les formes Bonogilum (832) ; terra de bonoculo (1053) ; villa Bonol (1053) ; ut altare villoe Bonol (1053) ; Bonoculum (1077) ; totam terram de Bonoculo (1077) ; apud Bonoculum (1108) ; Bonoculus (1118) ; in loco Bonolium dicto (1131) ; de Bonolio (1138) ; Bonolium (1145) ; de Bonolio (1194) ; apud Bonolium (1225) ; in terra Bonolii (1225) ; Philipes de Bonnuel (1294) ; de Bonolio in valesio (1276) ; Bonneil (1520-1540) ; Bonnoeil ; Bonnueil ; Bonneul (1405) ; Bonneuil (1667) ; Boneuil (1764) ; Bonneuil-en-Valois (1840).

L'origine du nom de Bonneuil remonterait à un nom de personne gaulois Bonos, ou l'adjectif latin bonus (bon), auquel est apposé le suffixe gaulois -ialo signifiant « champ, clairière », ce qui correspondrait à « champ de Bonos » ou « bonne clairière ». Le gaulois a persisté dans les campagnes jusqu'au Ve siècle.
Le Valois, dit aussi Pays du Valois, est une région naturelle de France, située en Picardie au nord de Paris, sur les départements actuels de l'Oise et de l'Aisne, dans les Hauts-de-France.

## Histoire
La découverte de débris de tuiles permet de penser que Bonneuil était habitée dès l'époque gallo-romaine mais c'est à l'époque franque que Bonneuil qui s'appelait alors Bonogilum puis Bonolium prend une certaine importance en devenant une villa de repos et une base de chasse des rois mérovingiens, des sarcophages datant de cette époque ont été mis au jour.
Par ailleurs, des conciles se seraient tenus à Bonneuil en 616 à l'initiative du roi Clotaire, fils de Clovis et en 855 sous Charles le Chauve, petit-fils de Charlemagne. Un texte de 832 parle d'une maison royale à Bonneuil et sa prévôté  également royale s'est maintenue jusqu'au XVIIIe siècle. Ces quelques événements ne sont pas surprenant si l'on songe que Bonneuil était au centre d'une région, le Valois, qui a été intimement mêlée à l'Histoire de France.
Par ailleurs, la tradition orale, confirmée par des découvertes faites lors de la construction de nouvelles maisons, indique qu'il y a eu un château à l'emplacement du lotissement et un autre à Richebourg.
Enfin, le château de Pondron qui est situé sur le territoire de la commune de Bonneuil.

## Politique et administration

### Rattachements administratifs et électoraux

#### Rattachements administratifs
La commune se trouve dans l'arrondissement de Senlis du département de l'Oise.
Elle faisait partie depuis 1793 du canton de Crépy-en-Valois. Dans le cadre du redécoupage cantonal de 2014 en France, cette circonscription administrative territoriale a disparu, et le canton n'est plus qu'une circonscription électorale.

#### Rattachements électoraux
Pour les élections départementales, la commune fait partie depuis 2014 d'un nouveau canton de Crépy-en-Valois
Pour l'élection des députés, elle fait partie de la cinquième circonscription de l'Oise.

### Intercommunalité
Bonneuil-en-Valois est membre de la communauté de communes du Pays de Valois, un établissement public de coopération intercommunale (EPCI) à fiscalité propre créé fin 1996  et auquel la commune a transféré un certain nombre de ses compétences, dans les conditions déterminées par le code général des collectivités territoriales.

### Liste des maires
| Période                                  | Période                       | Identité                 | Étiquette | Qualité                                                                       |
| ---------------------------------------- | ----------------------------- | ------------------------ | --------- | ----------------------------------------------------------------------------- |
| Les données manquantes sont à compléter. |                               |                          |           |                                                                               |
| 1848                                     | 1852                          | M. Du Boulet de Bonneuil |           |                                                                               |
| Les données manquantes sont à compléter. |                               |                          |           |                                                                               |
| octobre 1947                             | mars 1971                     | Roger Bataille           |           |                                                                               |
| mars 1971                                | mars 1977                     | Henri Huet               |           |                                                                               |
| mars 1977                                | mars 1983                     | Guy Caqueret             |           |                                                                               |
| mars 1983                                | mars 1989                     | Henri Huet               |           |                                                                               |
| mars 1989                                | juin 1995                     | Roland Boisset           | PCF       | Artisan-maçon                                                                 |
| juin 1995                                | mars 2008                     | Philippe Drillet         | DVD       | Président de la CCPV (1997 → 2008)                                            |
| mars 2008                                | mars 2014                     | Catherine Galeote        |           |                                                                               |
| mars 2014                                | En cours (au 2 décembre 2020) | Gilles Laveur            | PCF       | Technicien Vice-président de la CCPV (2020 → ) Réélu pour le mandat 2020-2026 |

## Population et société

### Enseignement
Les enfants de la commune sont scolarisés avec ceux  de Vez et d'Éméville dans le cadre d'un regroupement pédagogique intercommunal.
L'école maternelle, dénommée école de la Forgerette du nom d'un ancien lieu-dit de la commune, a été étendue en 2012  et comprend une cantine et un accueil périscolaire.

### Santé
La commune ne compte aucun professionnel de santé en 2019. La municipalité souhaite « créer un maillage sur les cantons de Crépy-en-Valois et Villers-Cotterêts (Aisne) », et a favorisé l'implantation d'une infirmière dans des locaux municipaux, qui pourraient accueillir des permanences de ces médecins qui accepteraient de travailler en réseau.

### Postes et télécommunications
La commune dispose d'un bureau de poste.

### Démographie

#### Évolution démographique
L'évolution du nombre d'habitants est connue à travers les recensements de la population effectués dans la commune depuis 1793. Pour les communes de moins de 10 000 habitants, une enquête de recensement portant sur toute la population est réalisée tous les cinq ans, les populations de référence des années intermédiaires étant quant à elles estimées par interpolation ou extrapolation. Pour la commune, le premier recensement exhaustif entrant dans le cadre du nouveau dispositif a été réalisé en 2004.

En 2022, la commune comptait 976 habitants, en évolution de −6,42 % par rapport à 2016 (Oise : +0,87 %, France hors Mayotte : +2,11 %).
| 1793 | 1800 | 1806 | 1821 | 1831 | 1836 | 1841 | 1846 | 1851 |
| ---- | ---- | ---- | ---- | ---- | ---- | ---- | ---- | ---- |
| 570  | 687  | 732  | 702  | 754  | 726  | 762  | 786  | 781  |

| 1856 | 1861 | 1866 | 1872 | 1876 | 1881 | 1886 | 1891 | 1896 |
| ---- | ---- | ---- | ---- | ---- | ---- | ---- | ---- | ---- |
| 767  | 799  | 847  | 806  | 814  | 888  | 733  | 716  | 670  |

| 1901 | 1906 | 1911 | 1921 | 1926 | 1931 | 1936 | 1946 | 1954 |
| ---- | ---- | ---- | ---- | ---- | ---- | ---- | ---- | ---- |
| 645  | 633  | 640  | 727  | 740  | 761  | 757  | 787  | 820  |

| 1962 | 1968 | 1975 | 1982 | 1990 | 1999 | 2004 | 2006 | 2009  |
| ---- | ---- | ---- | ---- | ---- | ---- | ---- | ---- | ----- |
| 801  | 778  | 692  | 788  | 817  | 895  | 948  | 939  | 1 056 |

| 2014  | 2019 | 2022 | - | - | - | - | - | - |
| ----- | ---- | ---- | - | - | - | - | - | - |
| 1 037 | 989  | 976  | - | - | - | - | - | - |

#### Pyramide des âges
La population de la commune est relativement jeune.
En 2018, le taux de personnes d'un âge inférieur à 30 ans s'élève à 33,7 %, soit en dessous de la moyenne départementale (37,3 %). À l'inverse, le taux de personnes d'âge supérieur à 60 ans est de 21,3 % la même année, alors qu'il est de 22,8 % au niveau départemental.
En 2018, la commune comptait 520 hommes pour 487 femmes, soit un taux de 51,64 % d'hommes, largement supérieur au taux départemental (48,89 %).
Les pyramides des âges de la commune et du département s'établissent comme suit.
| Hommes | Classe d’âge | Femmes |
| ------ | ------------ | ------ |
| 0,0    | 90 ou +      | 1,3    |
| 4,9    | 75-89 ans    | 7,5    |
| 15,3   | 60-74 ans    | 13,6   |
| 26,6   | 45-59 ans    | 22,2   |
| 20,9   | 30-44 ans    | 20,3   |
| 13,3   | 15-29 ans    | 16,9   |
| 19,0   | 0-14 ans     | 18,2   |

| Hommes | Classe d’âge | Femmes |
| ------ | ------------ | ------ |
| 0,5    | 90 ou +      | 1,4    |
| 5,5    | 75-89 ans    | 7,6    |
| 15,6   | 60-74 ans    | 16,3   |
| 20,8   | 45-59 ans    | 20     |
| 19,4   | 30-44 ans    | 19,4   |
| 17,6   | 15-29 ans    | 16,2   |
| 20,6   | 0-14 ans     | 19,1   |

## Économie

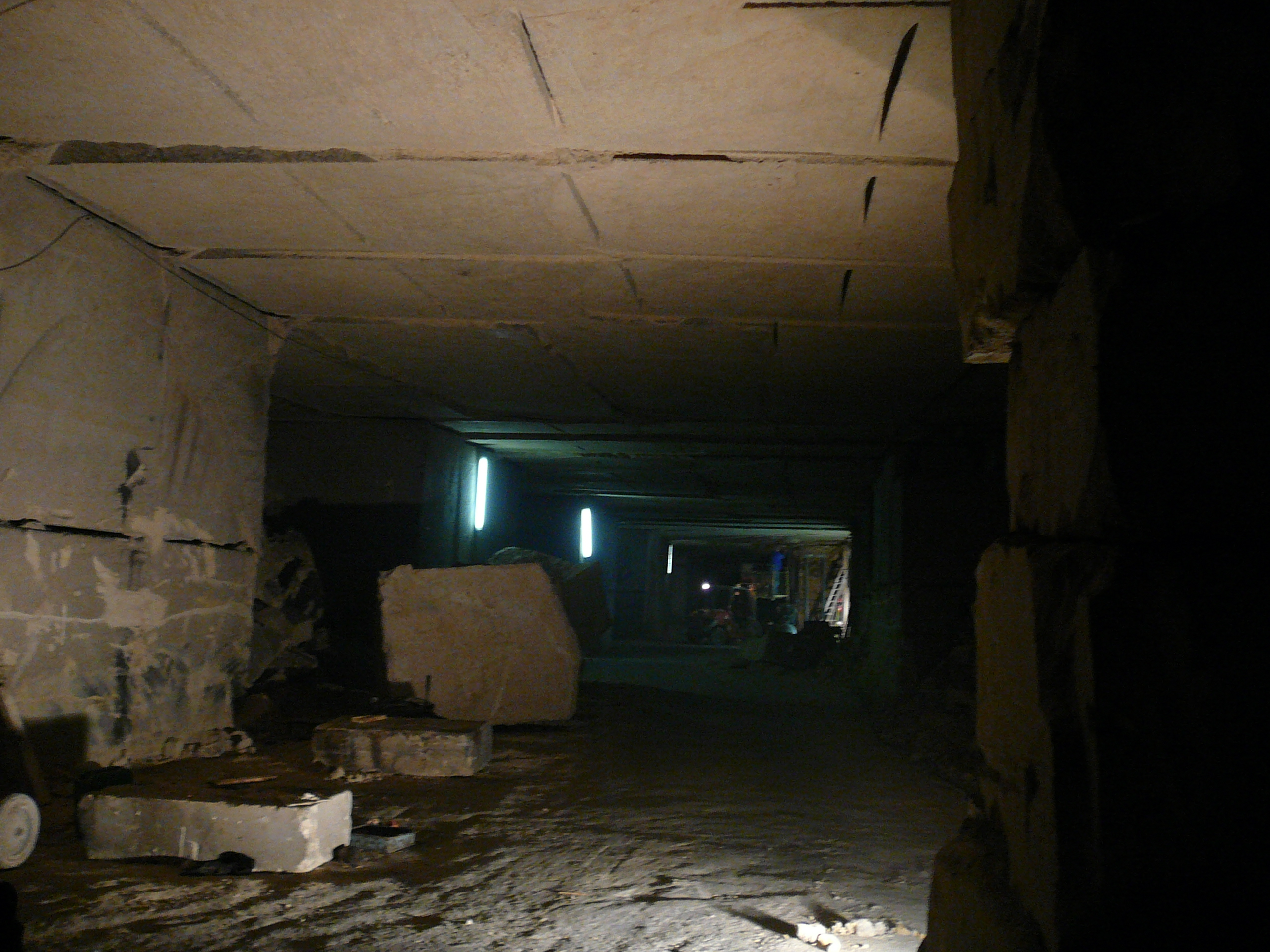
Galerie de la carrière du Clocher.

La pierre de calcaire de Bonneuil-en-Valois est renommée pour ses qualités dans la construction. La commune a compté 22 carrières dont deux sont toujours en activité en 2018 :
- La carrière du Clocher, souterraine ;
- La carrière de la Croix Huyart à ciel ouvert.

## Culture locale et patrimoine

### Lieux et monuments
Bonneuil-en-Valois compte deux monuments historiques sur son territoire :
- Église Saint-Martin, rue de Villers / RD 50 (classée monument historique  en1913[43]) : 
C'est un édifice de plan cruciforme à nef basilicale, qui date en grande partie du XIIe siècle. 
Sa silhouette est assez emblématique des églises de cette époque dans la région, et n'a que peu été affectée par des remaniements, si l'on excepte la reconstruction des murs des bas-côtés au second quart du XVIe siècle dans le style gothique flamboyant. Ses parties les plus anciennes sont romanes, et remontent aux alentours de 1120. Ce sont la façade occidentale de la nef avec son portail, les trois premières grandes arcades au nord de la nef avec les fenêtres hautes, et le clocher latéral au nord du chœur avec son double étage de beffroi, dont la base reste voûtée en berceau. 
La position du clocher est responsable d'une irrégularité : au nord, le chœur est flanqué d'une toute petite chapelle, et au sud, d'une grande chapelle formant croisillon. Les deux sont de style gothique, mais la première est datable du dernier quart du XIIe siècle, et la seconde, des alentours de 1200. Contemporaine de la chapelle du nord est l'abside, qui est de plan rectangulaire, et se termine par un chevet plat. Elle constitue la partie la plus remarquable de l'église. Ses ogives sont ornées de minuscules fleurs de violette. Ses fenêtres sont entourées, à l'intérieur, d'une double archivolte torique, qui retombe sur deux paires de colonnettes à chapiteaux. Leurs soubassements sont animés par des arcatures plaquées.
 En contraste avec l'équilibre du sanctuaire, l'avant-chœur a été oblitéré par deux remaniements successifs au XVIe siècle, concernant la voûte et puis les supports. Plus heureux fut le résultat de la réfection des grandes arcades au sud de la nef dans le style de la Renaissance, en union avec un ébauchage d'un voûtement d'ogives, resté toutefois lettre morte : la nef demeure ainsi lambrissée, et les bas-côtés sont à charpente apparente. Assez frappante est la dissymétrie des deux élévations latérales de la nef, où les quatre hautes arcades de la Renaissance font face à trois arcades romanes très basses, surmontées d'un étage de fenêtres hautes, et à une large arcade flamboyante[44],[45].

L'église paroissiale Saint-Martin
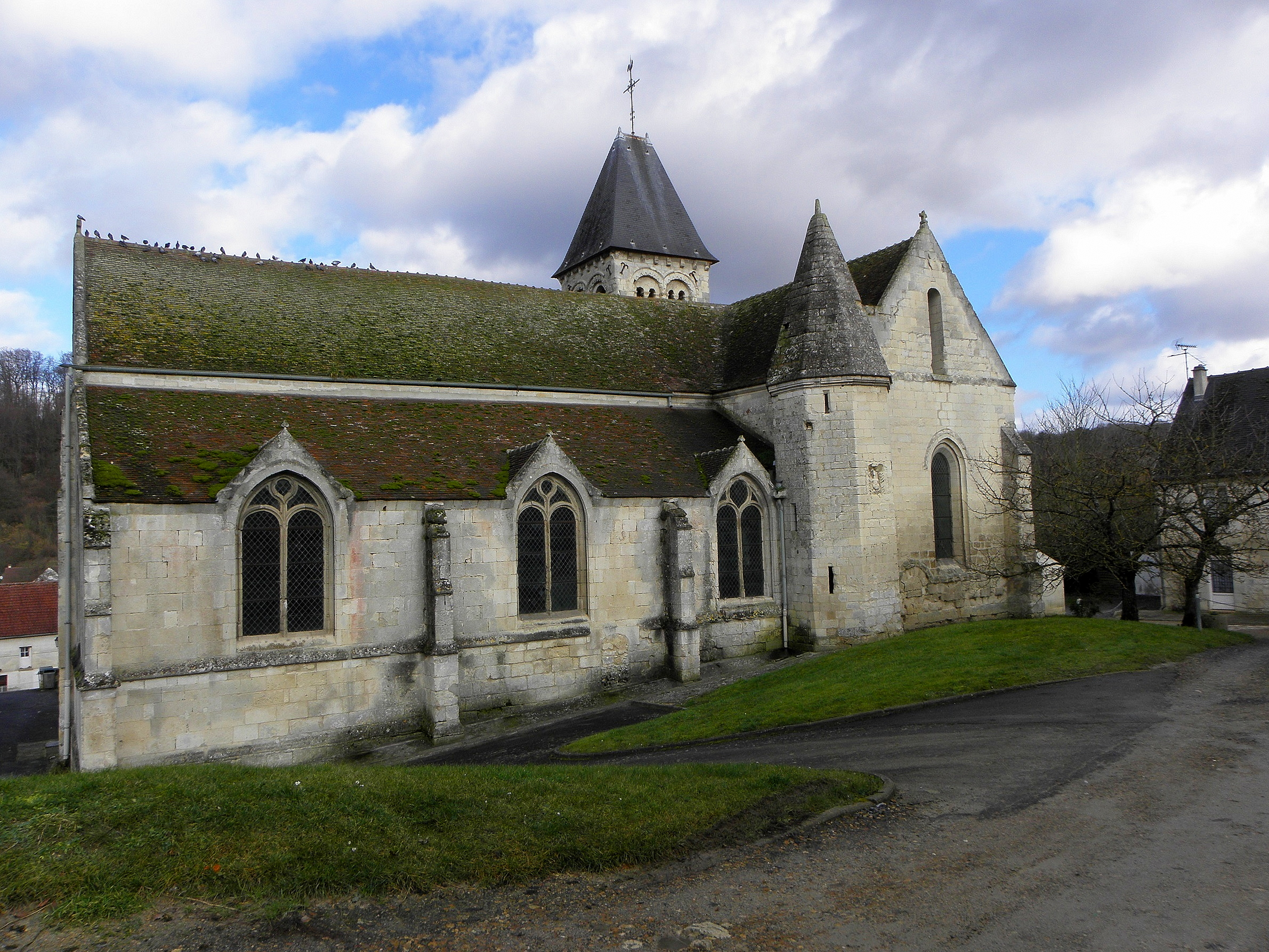
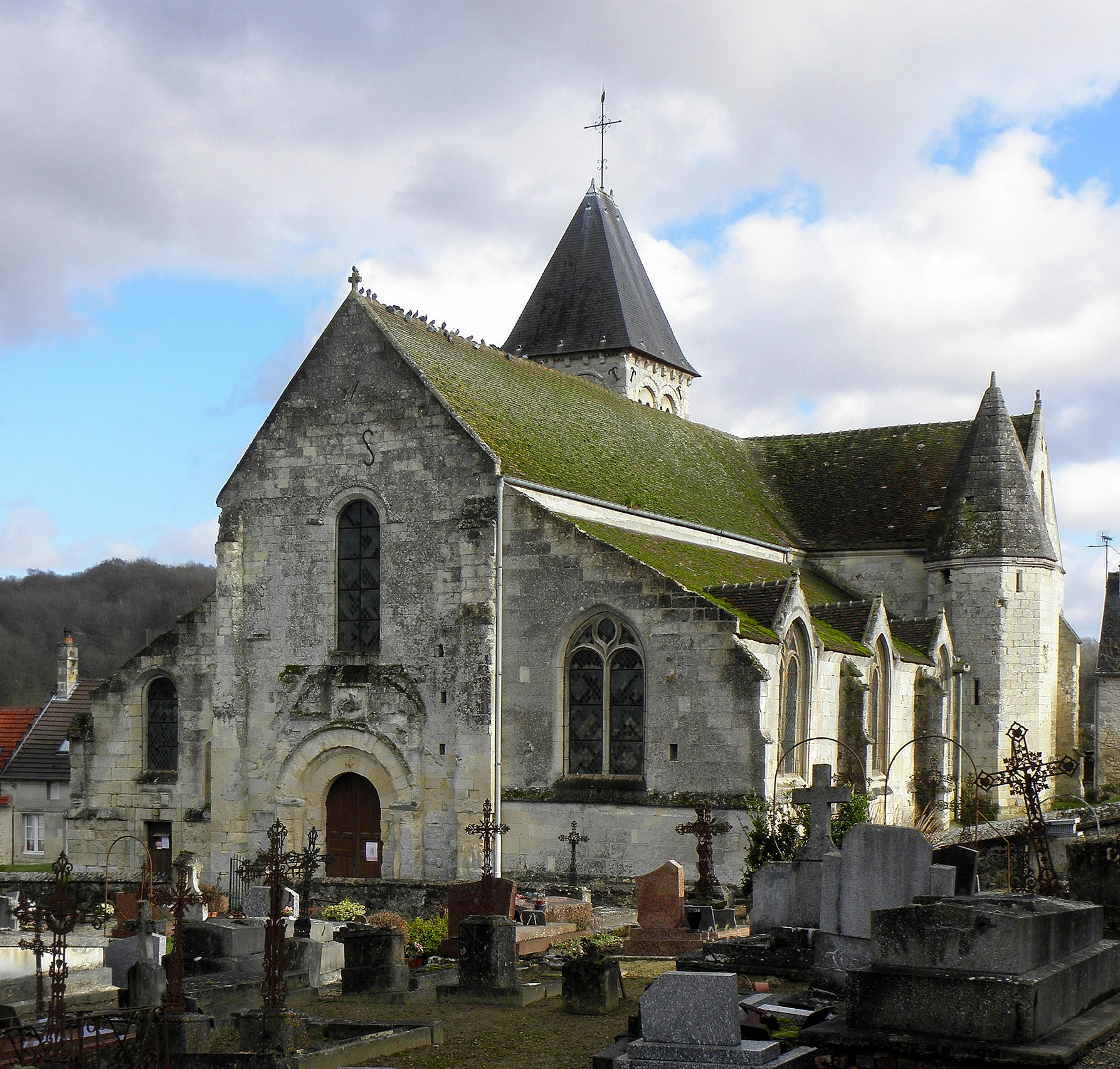
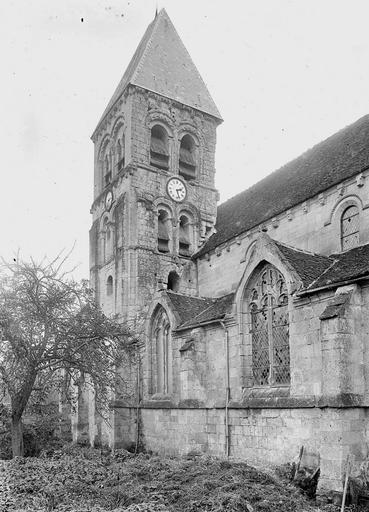
Le clocher au début du XXe siècle
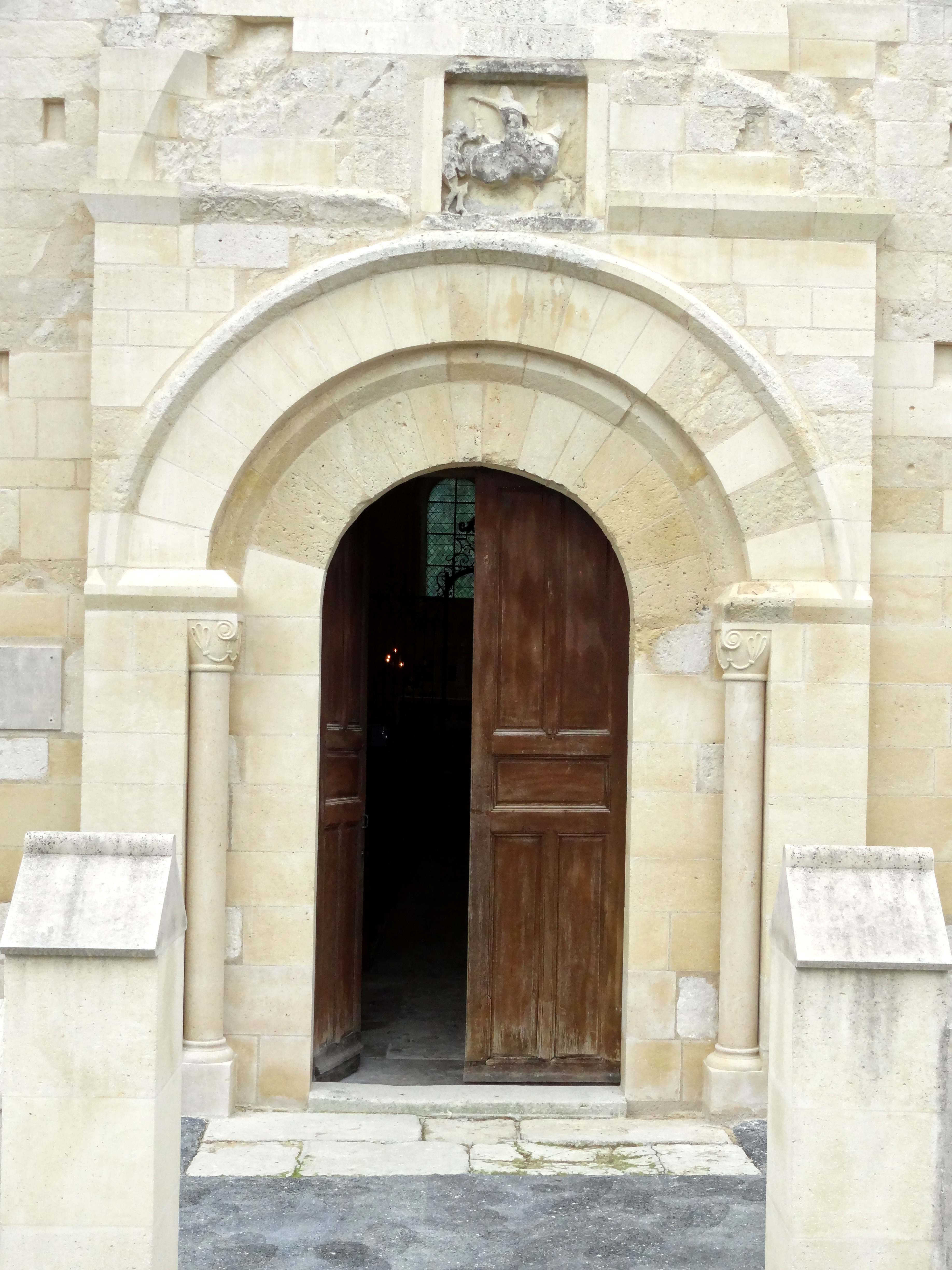
Le portail restauré
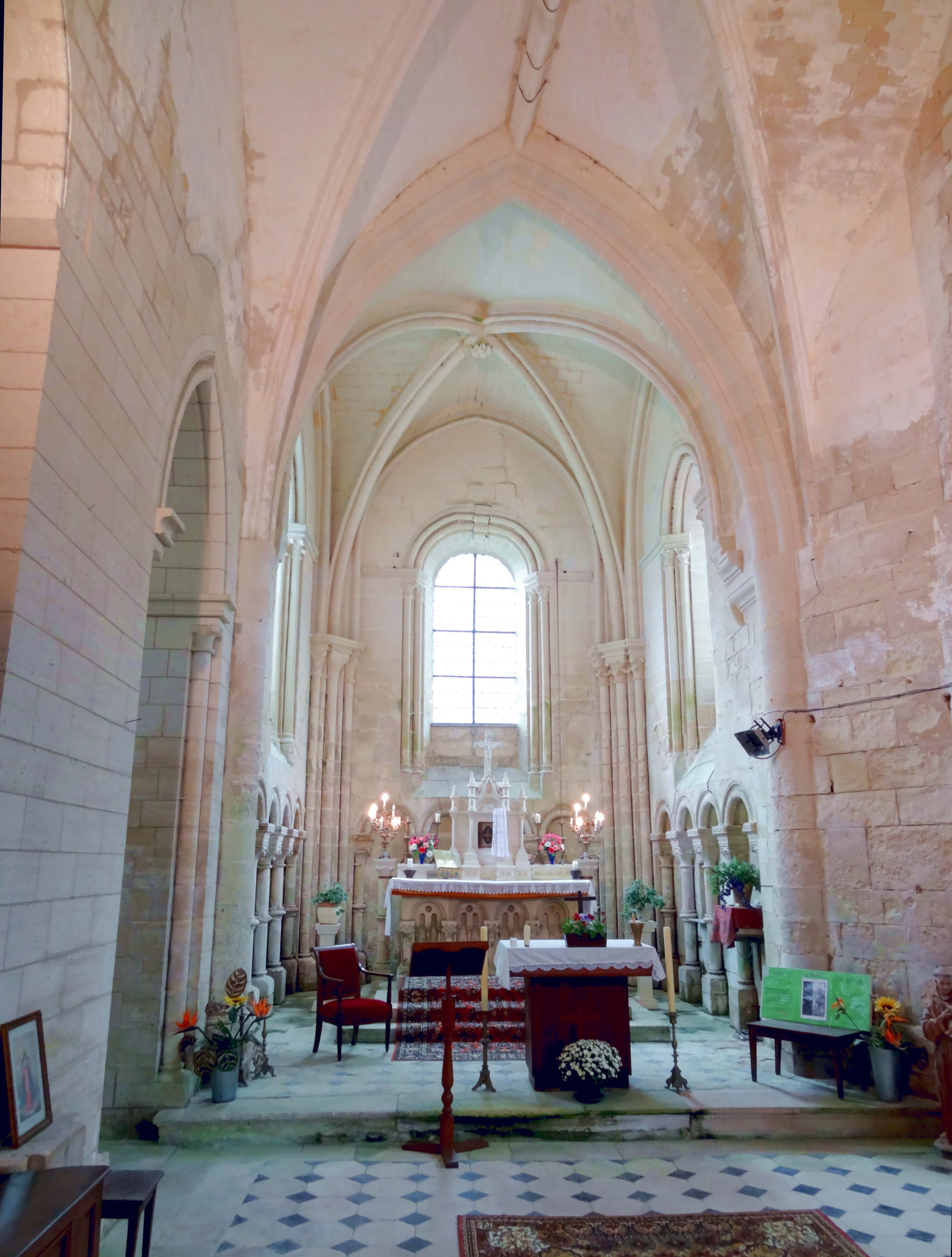
La nef
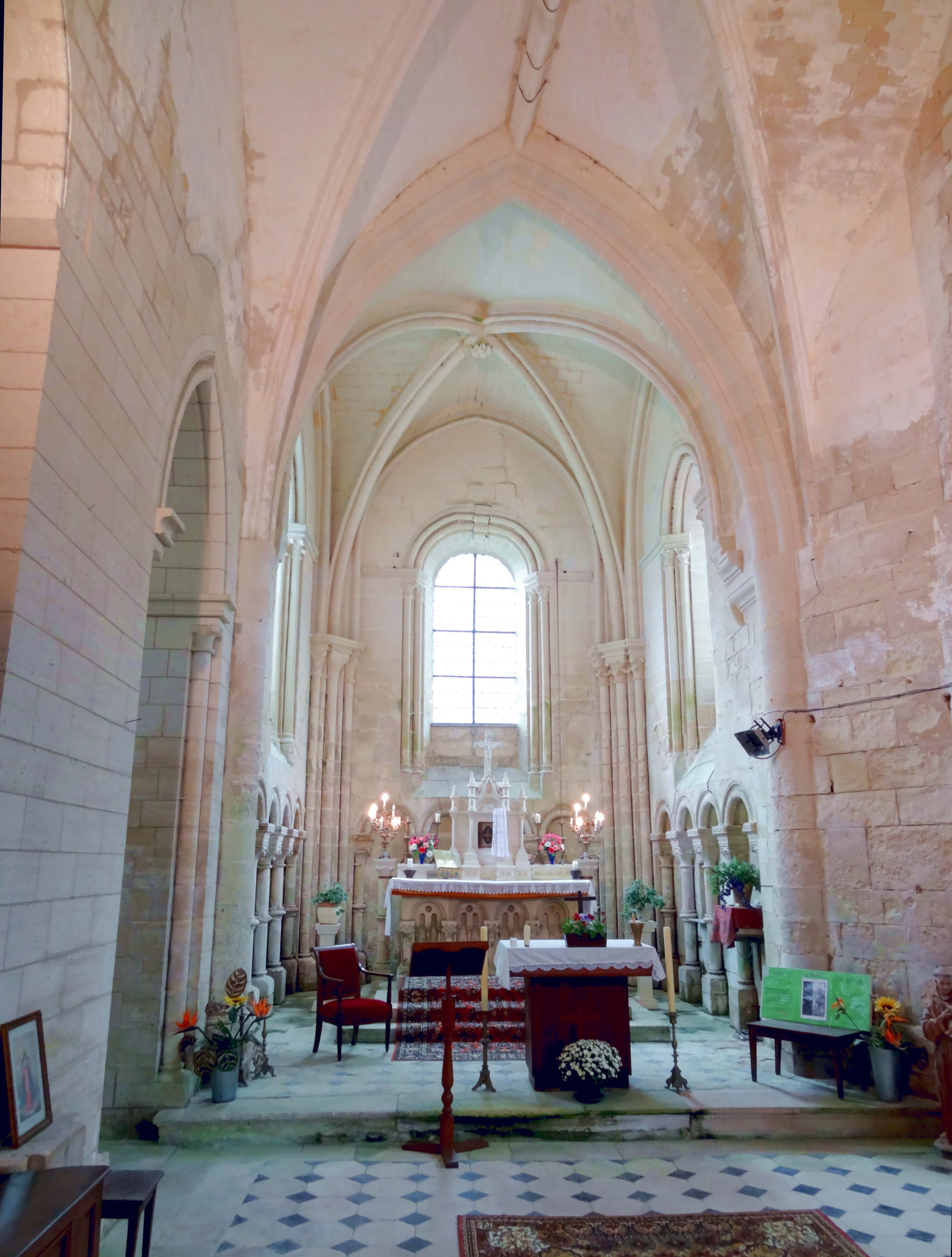
Le chœur

- Abbaye Notre-Dame de Lieu-Restauré (classée monument historique en 1965[46]),datant du XIIe siècle, propriété privée en cours de restauration et qui accueille de nombreuses activités  socioculturelles, agricoles et pédagogiques[47]

L'abbaye de Lieu Restauré
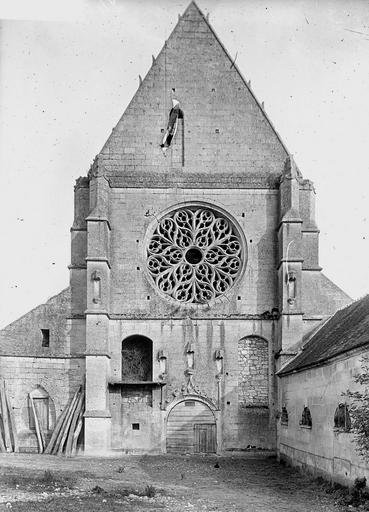
Façade de l'abbaye au début du XXe siècle
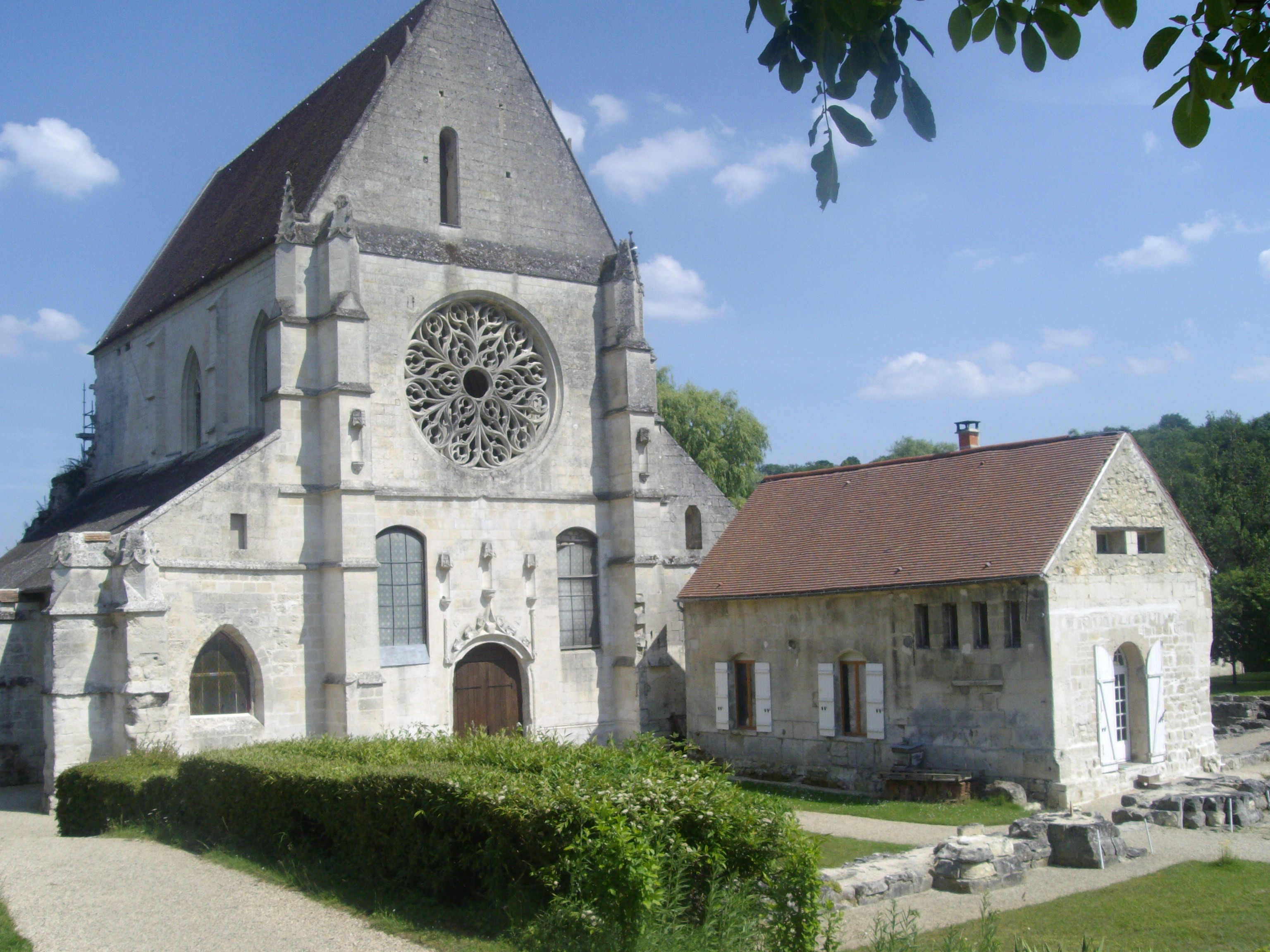
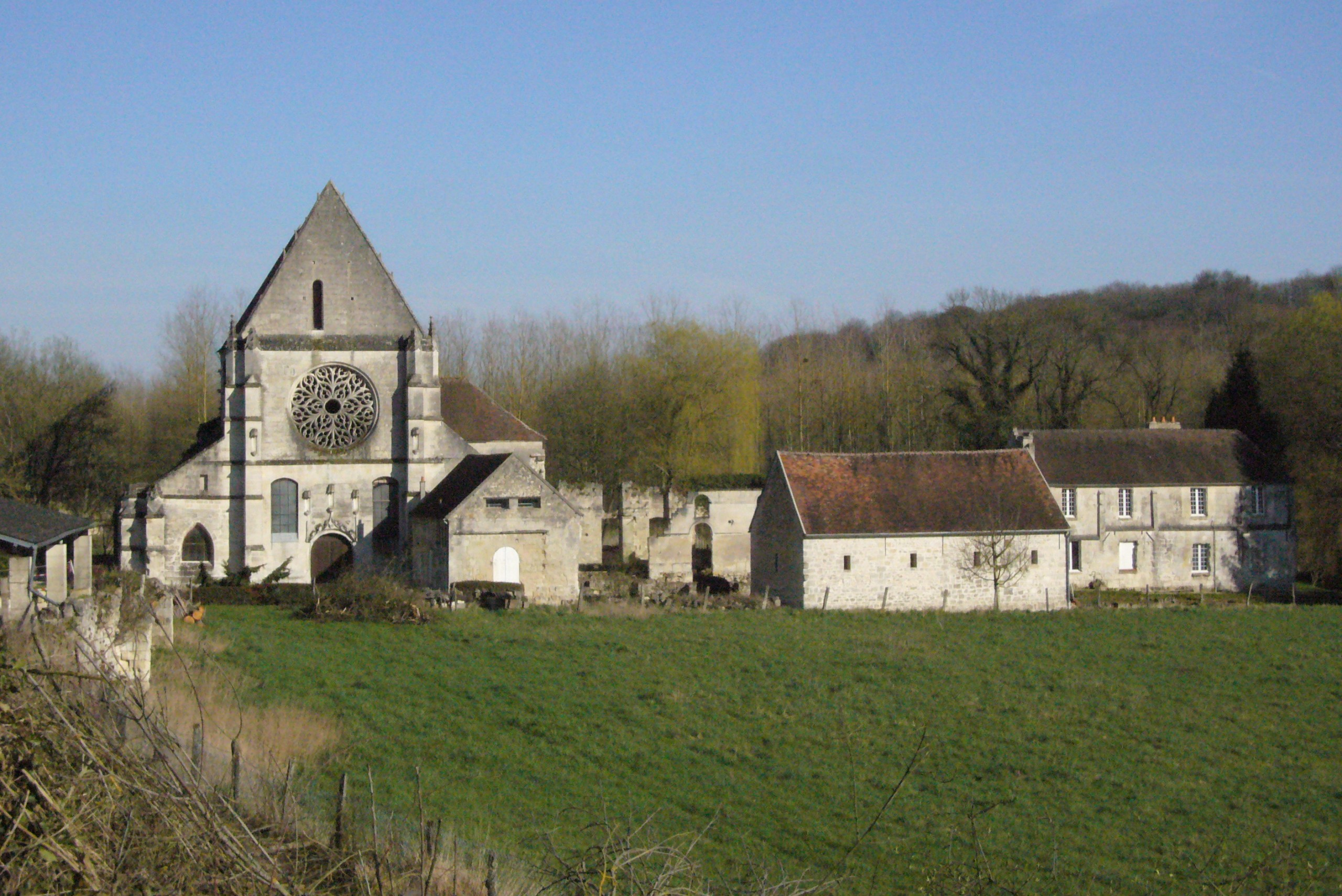
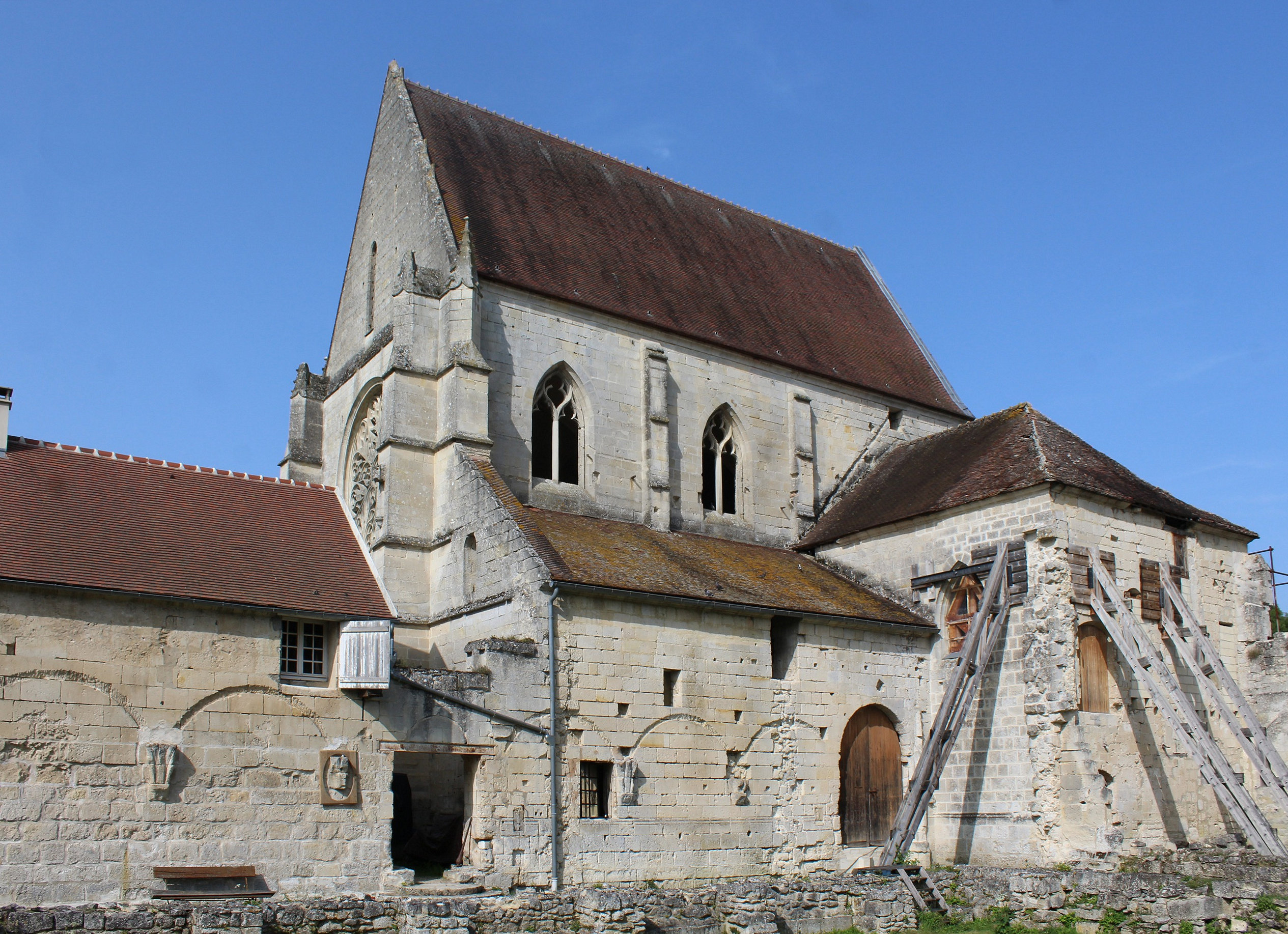
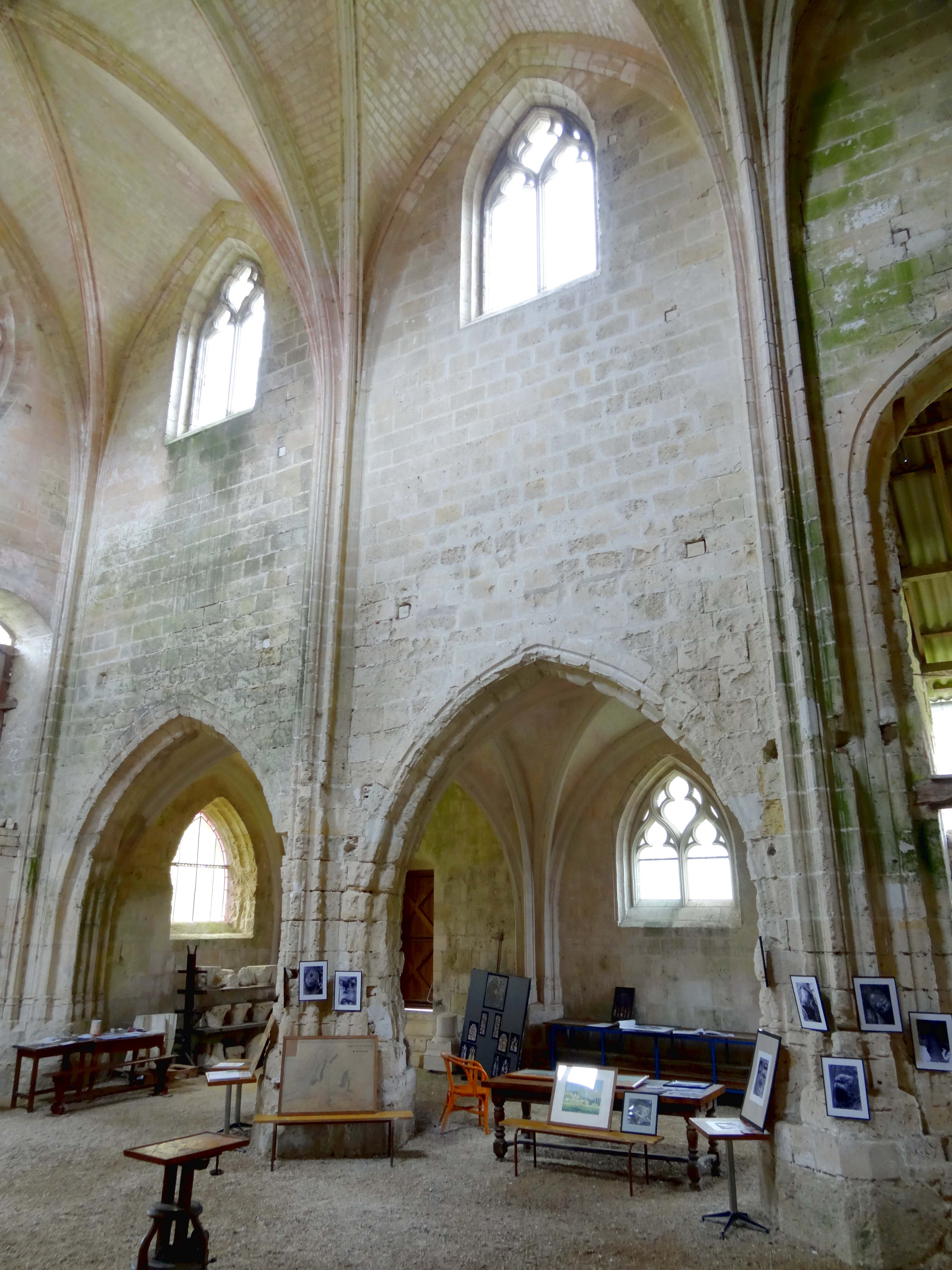
La nef

On peut également signaler : 
- Chapelle Saint-Antoine-et-Saint-Vincent du Berval, au hameau du même nom.
- La ferme (ancienne maladrerie) et le prieuré de Saint-Arnoult qui dépendaient de l'abbaye située à Crépy,
- Des maisons situées autour de l'église (tourelle, caves).

La création d'un musée de la pierre, qui mettrait en valeur les activités actuelles et passées liées aux carrtières de Bonneuil-en-Valois, est souhaitée par la municipalité en lien avec l'intercommunalité. Toutefois, le coût de ce projet retarde sa réalisation.

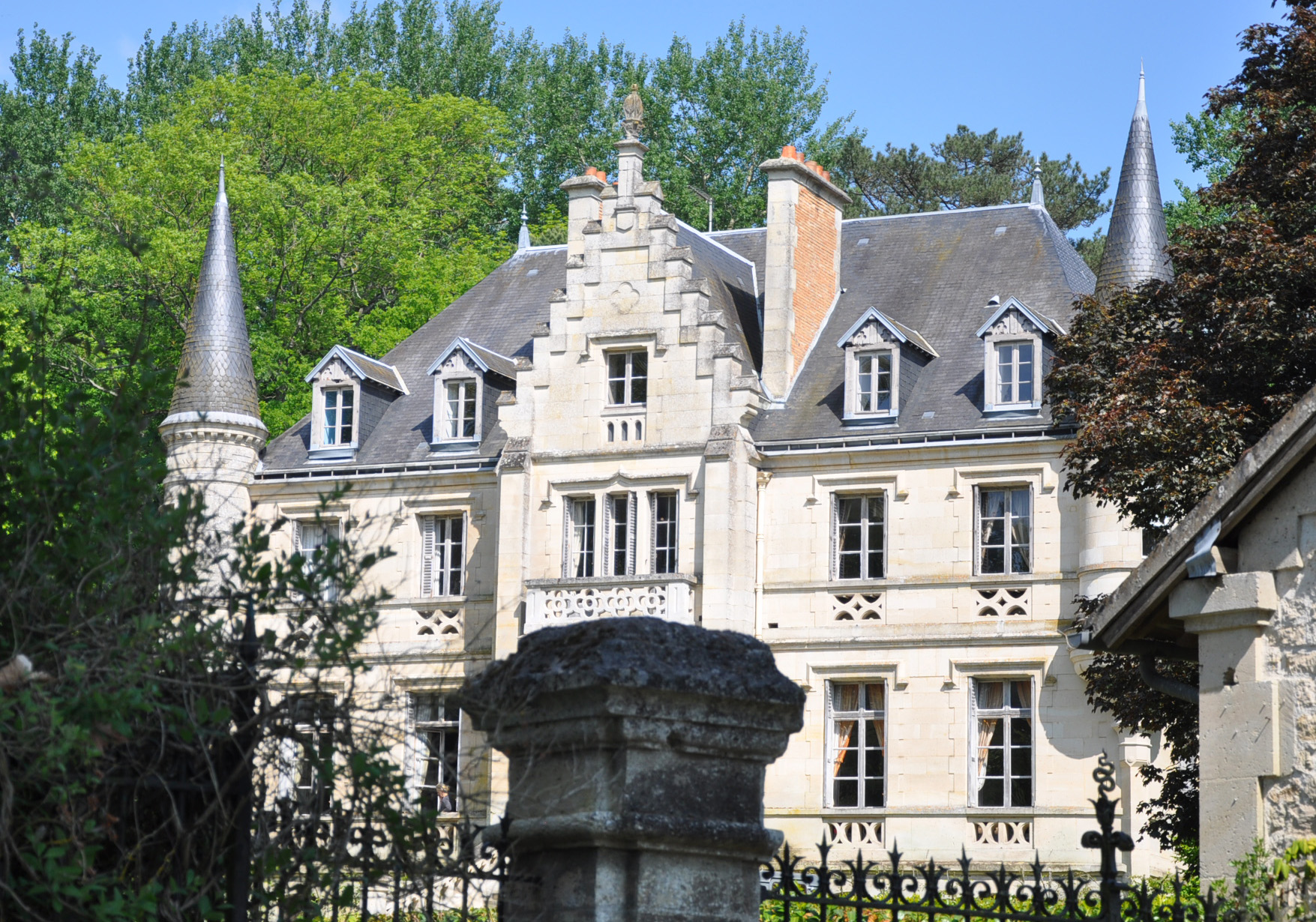
Le château de Pondron.
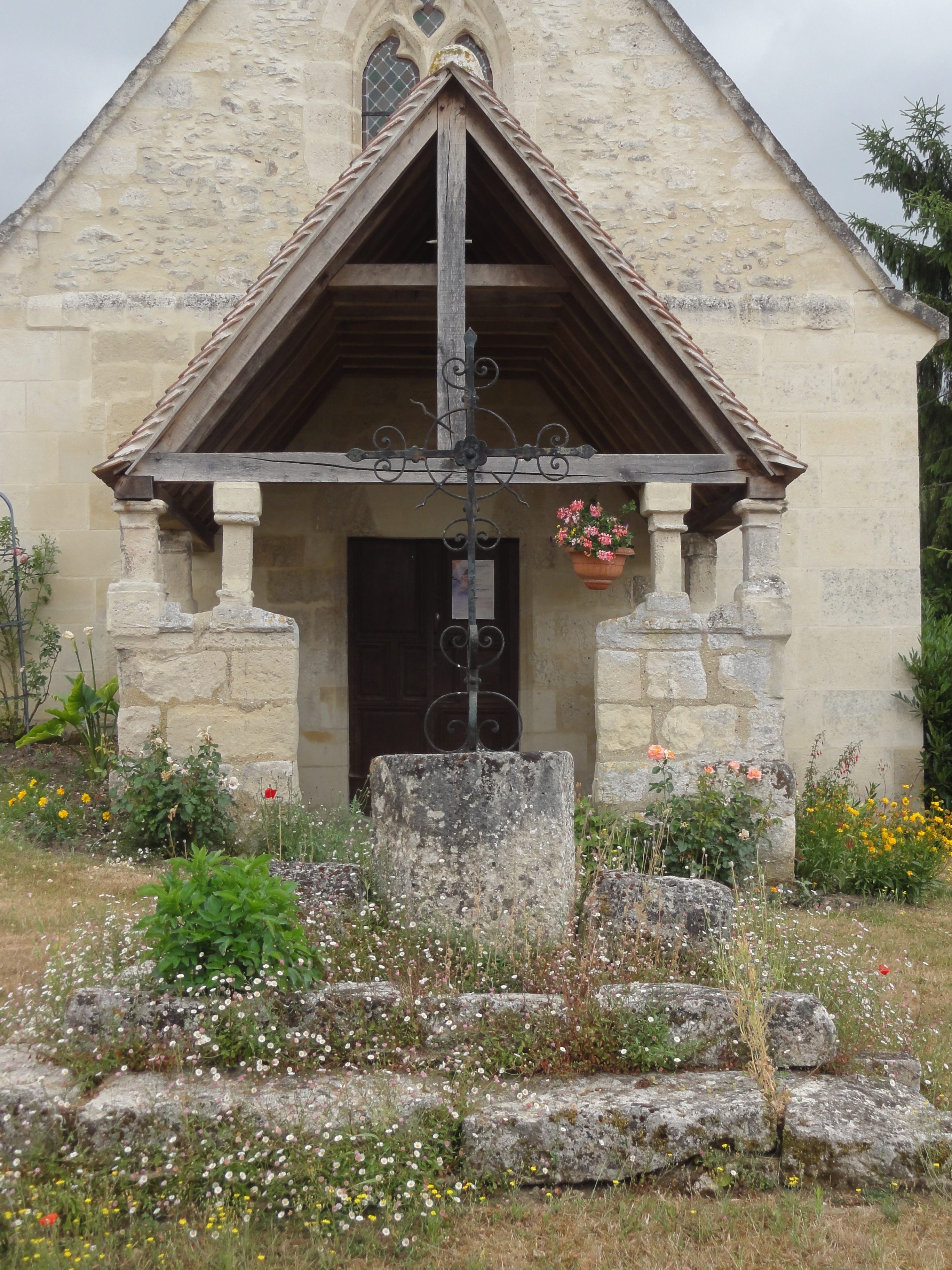
Le porche de la chapelle du Berval
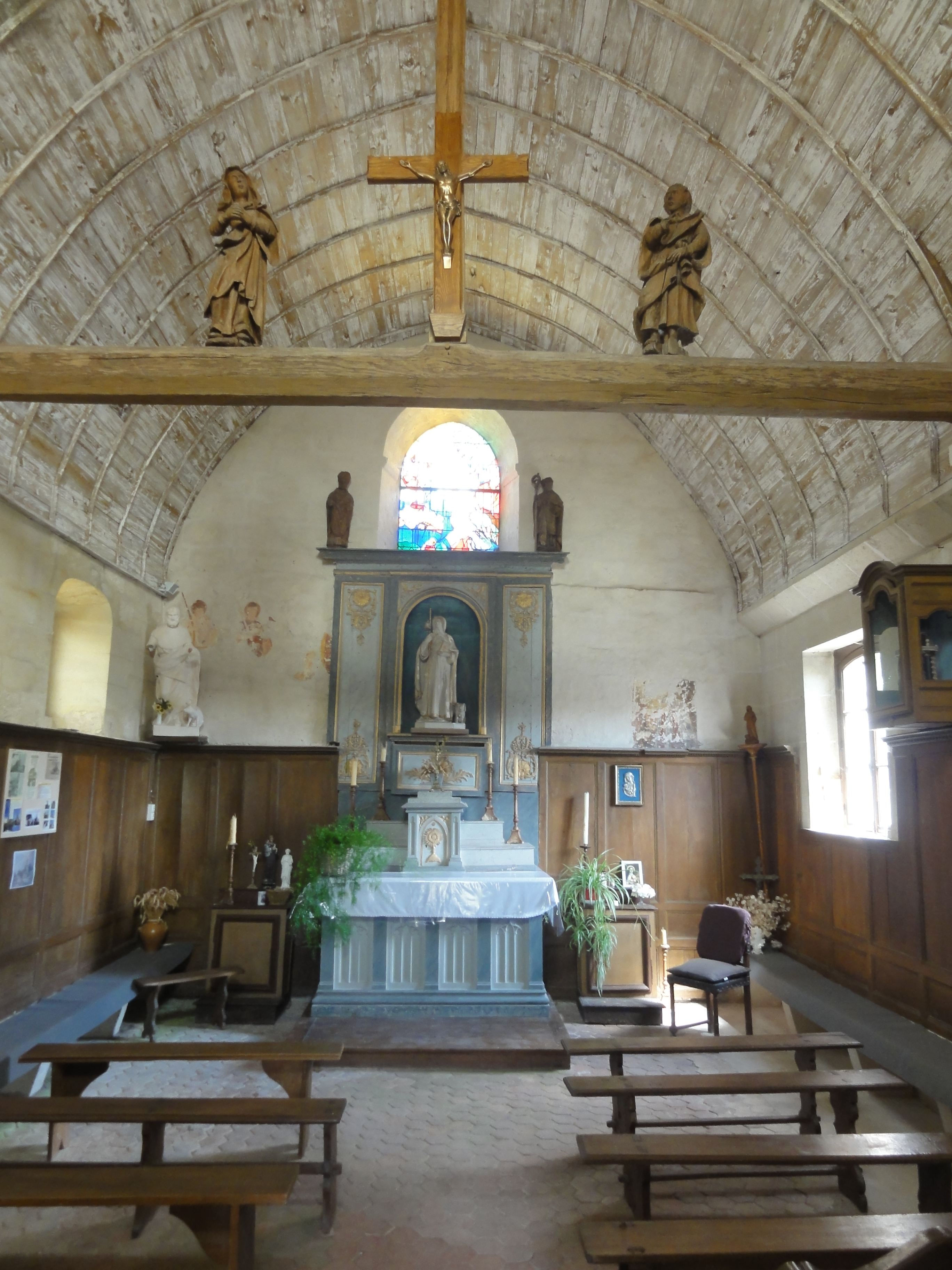
Intérieur de la chapelle du Berval

### Personnalités liées à la commune
Anatole Clément Marie du Boulet de Bonneuil, né à Bonneuil-en-Valois le 6 septembre 1835, était fusilier au 54e régiment d'infanterie de ligne, affecté en Afrique en 1835, lieutenant en 1868 puis capitaine en 1870, prisonnier de guerre à Sedan, nommé au grade de chevalier de la Légion d'honneur en 1871. Il meurt à Paris en 1889[réf. nécessaire].